# Premiul BAFTA pentru cel mai bun joc
Premiul BAFTA pentru cel mai bun joc video (British Academy Video Games Award for Best Game) este un premiu anual acordat de British Academy of Film and Television Arts. Prima dată a fost acordat în 	2004.

## Câștigători și nominalizări
|  | Indică câștigătorul |

| An            | Joc                                                    | Dezvoltator                                                               | Editură                                                   | Ref.          |
| ------------- | ------------------------------------------------------ | ------------------------------------------------------------------------- | --------------------------------------------------------- | ------------- |
| 2002/03 (1st) | Call of Duty                                           | Infinity Ward                                                             | Activision                                                | [ 1 ]         |
| 2003/04 (2nd) | Half-Life 2                                            | Valve                                                                     | Valve                                                     | [ 2 ]         |
| 2003/04 (2nd) | FIFA Football 2005                                     | EA Canada                                                                 | Electronic Arts                                           | [ 2 ]         |
| 2003/04 (2nd) | Football Manager 2005                                  | Sports Interactive                                                        | Sega                                                      | [ 2 ]         |
| 2003/04 (2nd) | Grand Theft Auto: San Andreas                          | Rockstar North                                                            | Rockstar Games                                            | [ 2 ]         |
| 2003/04 (2nd) | Halo 2                                                 | Bungie                                                                    | Microsoft Game Studios                                    | [ 2 ]         |
| 2003/04 (2nd) | Pro Evolution Soccer 4                                 | Konami Computer Entertainment Tokyo                                       | Konami                                                    | [ 2 ]         |
| 2005/06 (3rd) | Tom Clancy's Ghost Recon Advanced Warfighter           | Ubisoft Paris, Red Storm Entertainment, Ubisoft Shanghai, Darkworks, Grin | Ubisoft                                                   | [ 3 ]         |
| 2005/06 (3rd) | Black                                                  | Criterion Games                                                           | Electronic Arts                                           | [ 3 ]         |
| 2005/06 (3rd) | Dr. Kawashima's Brain Training: How Old Is Your Brain? | Nintendo SPD                                                              | Nintendo                                                  | [ 3 ]         |
| 2005/06 (3rd) | Guitar Hero                                            | Harmonix                                                                  | RedOctane                                                 | [ 3 ]         |
| 2005/06 (3rd) | Hitman: Blood Money                                    | IO Interactive                                                            | Eidos Interactive                                         | [ 3 ]         |
| 2005/06 (3rd) | Lego Star Wars II: The Original Trilogy                | Traveller's Tales                                                         | LucasArts                                                 | [ 3 ]         |
| 2006/07 (4th) | BioShock                                               | 2K Boston, 2K Australia                                                   | 2K Games                                                  | [ 4 ]         |
| 2006/07 (4th) | Crysis                                                 | Crytek                                                                    | Electronic Arts                                           | [ 4 ]         |
| 2006/07 (4th) | Gears of War                                           | Epic Games                                                                | Microsoft Game Studios                                    | [ 4 ]         |
| 2006/07 (4th) | Guitar Hero II                                         | Harmonix                                                                  | Activision                                                | [ 4 ]         |
| 2006/07 (4th) | Kane & Lynch: Dead Men                                 | IO Interactive                                                            | Eidos Interactive                                         | [ 4 ]         |
| 2006/07 (4th) | Wii Sports                                             | Nintendo EAD                                                              | Nintendo                                                  | [ 4 ]         |
| 2007/08 (5th) | Super Mario Galaxy                                     | Nintendo EAD Tokyo                                                        | Nintendo                                                  | [ 5 ]         |
| 2007/08 (5th) | Call of Duty 4: Modern Warfare                         | Infinity Ward                                                             | Activision                                                | [ 5 ]         |
| 2007/08 (5th) | Fallout 3                                              | Bethesda Game Studios                                                     | Bethesda Softworks                                        | [ 5 ]         |
| 2007/08 (5th) | Fable II                                               | Lionhead Studios                                                          | Microsoft Game Studios                                    | [ 5 ]         |
| 2007/08 (5th) | Grand Theft Auto IV                                    | Rockstar North                                                            | Rockstar Games                                            | [ 5 ]         |
| 2007/08 (5th) | Rock Band                                              | Harmonix, Pi Studios                                                      | MTV Games, Electronic Arts                                | [ 5 ]         |
| 2009 (6th)    | Batman: Arkham Asylum                                  | Rocksteady Studios                                                        | Eidos Interactive, Warner Bros. Interactive Entertainment | [ 6 ]         |
| 2009 (6th)    | Assassin's Creed II                                    | Ubisoft Montreal                                                          | Ubisoft                                                   | [ 6 ]         |
| 2009 (6th)    | Call of Duty: Modern Warfare 2                         | Infinity Ward                                                             | Activision                                                | [ 6 ]         |
| 2009 (6th)    | FIFA 10                                                | EA Canada, HB Studios, Sumo Digital, Exient Entertainment                 | Electronic Arts                                           | [ 6 ]         |
| 2009 (6th)    | Left 4 Dead 2                                          | Valve                                                                     | Valve                                                     | [ 6 ]         |
| 2009 (6th)    | Uncharted 2: Among Thieves                             | Naughty Dog                                                               | Sony Computer Entertainment                               | [ 6 ]         |
| 2010 (7th)    | Mass Effect 2                                          | BioWare                                                                   | Electronic Arts                                           | [ 7 ]         |
| 2010 (7th)    | Assassin's Creed: Brotherhood                          | Ubisoft Montreal                                                          | Ubisoft                                                   | [ 7 ]         |
| 2010 (7th)    | FIFA 11                                                | EA Canada, HB Studios, Exient Entertainment                               | Electronic Arts                                           | [ 7 ]         |
| 2010 (7th)    | Heavy Rain                                             | Quantic Dream                                                             | Sony Computer Entertainment                               | [ 7 ]         |
| 2010 (7th)    | Limbo                                                  | Playdead                                                                  | Microsoft Studios                                         | [ 7 ]         |
| 2010 (7th)    | Super Mario Galaxy 2                                   | Nintendo EAD Tokyo                                                        | Nintendo                                                  | [ 7 ]         |
| 2011 (8th)    | Portal 2                                               | Valve                                                                     | Valve                                                     | [ 8 ]         |
| 2011 (8th)    | Batman: Arkham City                                    | Rocksteady Studios                                                        | Warner Bros. Interactive Entertainment                    | [ 8 ]         |
| 2011 (8th)    | FIFA 12                                                | EA Canada                                                                 | Electronic Arts                                           | [ 8 ]         |
| 2011 (8th)    | L.A. Noire                                             | Team Bondi                                                                | Rockstar Games                                            | [ 8 ]         |
| 2011 (8th)    | The Elder Scrolls V: Skyrim                            | Bethesda Game Studios                                                     | Bethesda Softworks                                        | [ 8 ]         |
| 2011 (8th)    | The Legend of Zelda: Skyward Sword                     | Nintendo EAD                                                              | Nintendo                                                  | [ 8 ]         |
| 2012 (9th)    | Dishonored                                             | Arkane Studios                                                            | Bethesda Softworks                                        | [ 9 ]         |
| 2012 (9th)    | Far Cry 3                                              | Ubisoft Montreal                                                          | Ubisoft                                                   | [ 9 ]         |
| 2012 (9th)    | FIFA 13                                                | EA Canada                                                                 | Electronic Arts                                           | [ 9 ]         |
| 2012 (9th)    | Journey                                                | Thatgamecompany                                                           | Sony Computer Entertainment                               | [ 9 ]         |
| 2012 (9th)    | Mass Effect 3                                          | BioWare, Straight Right                                                   | Electronic Arts                                           | [ 9 ]         |
| 2012 (9th)    | The Walking Dead                                       | Telltale Games                                                            | Telltale Games                                            | [ 9 ]         |
| 2013 (10th)   | The Last of Us                                         | Naughty Dog                                                               | Sony Computer Entertainment                               | [ 10 ]        |
| 2013 (10th)   | Assassin's Creed IV: Black Flag                        | Ubisoft Montreal                                                          | Ubisoft                                                   | [ 10 ]        |
| 2013 (10th)   | Grand Theft Auto V                                     | Rockstar North                                                            | Rockstar Games                                            | [ 10 ]        |
| 2013 (10th)   | Papers, Please                                         | 3909                                                                      | 3909                                                      | [ 10 ]        |
| 2013 (10th)   | Super Mario 3D World                                   | Nintendo EAD Tokyo, 1-Up Studio                                           | Nintendo                                                  | [ 10 ]        |
| 2013 (10th)   | Tearaway                                               | Media Molecule                                                            | Sony Computer Entertainment                               | [ 10 ]        |
| 2014 (11th)   | Destiny                                                | Bungie                                                                    | Activision                                                | [ 11 ]        |
| 2014 (11th)   | Alien: Isolation                                       | The Creative Assembly                                                     | Sega                                                      | [ 11 ]        |
| 2014 (11th)   | Dragon Age: Inquisition                                | BioWare                                                                   | Electronic Arts                                           | [ 11 ]        |
| 2014 (11th)   | Mario Kart 8                                           | Nintendo EAD                                                              | Nintendo                                                  | [ 11 ]        |
| 2014 (11th)   | Middle-earth: Shadow of Mordor                         | Monolith Productions, Behaviour Interactive                               | Warner Bros. Interactive Entertainment                    | [ 11 ]        |
| 2014 (11th)   | Monument Valley                                        | ustwo Games                                                               | ustwo Studio                                              | [ 11 ]        |
| 2015 (12th)   | Fallout 4                                              | Bethesda Game Studios                                                     | Bethesda Softworks                                        | [ 12 ]        |
| 2015 (12th)   | Everybody's Gone to the Rapture                        | The Chinese Room, Santa Monica Studio                                     | Sony Computer Entertainment                               | [ 12 ]        |
| 2015 (12th)   | Life Is Strange                                        | Dontnod Entertainment                                                     | Square Enix                                               | [ 12 ]        |
| 2015 (12th)   | Metal Gear Solid V: The Phantom Pain                   | Kojima Productions                                                        | Konami Digital Entertainment                              | [ 12 ]        |
| 2015 (12th)   | Rocket League                                          | Psyonix                                                                   | Psyonix                                                   | [ 12 ]        |
| 2015 (12th)   | The Witcher 3: Wild Hunt                               | CD Projekt Red                                                            | CD Projekt                                                | [ 12 ]        |
| 2016 (13th)   | Uncharted 4: A Thief's End                             | Naughty Dog                                                               | Sony Interactive Entertainment                            | [ 13 ]        |
| 2016 (13th)   | Firewatch                                              | Campo Santo                                                               | Panic                                                     | [ 13 ]        |
| 2016 (13th)   | Inside                                                 | Playdead                                                                  | Playdead                                                  | [ 13 ]        |
| 2016 (13th)   | Overwatch                                              | Blizzard Entertainment                                                    | Blizzard Entertainment                                    | [ 13 ]        |
| 2016 (13th)   | Stardew Valley                                         | ConcernedApe                                                              | Chucklefish                                               | [ 13 ]        |
| 2016 (13th)   | Titanfall 2                                            | Respawn Entertainment                                                     | Electronic Arts                                           | [ 13 ]        |
| 2017 (14th)   | What Remains of Edith Finch                            | Giant Sparrow                                                             | Annapurna Interactive                                     | [ 14 ]        |
| 2017 (14th)   | Assassin's Creed Origins                               | Ubisoft Montreal                                                          | Ubisoft                                                   | [ 14 ]        |
| 2017 (14th)   | Hellblade: Senua's Sacrifice                           | Ninja Theory                                                              | Ninja Theory                                              | [ 14 ]        |
| 2017 (14th)   | Horizon Zero Dawn                                      | Guerrilla Games                                                           | Sony Interactive Entertainment                            | [ 14 ]        |
| 2017 (14th)   | The Legend of Zelda: Breath of the Wild                | Nintendo EPD                                                              | Nintendo                                                  | [ 14 ]        |
| 2017 (14th)   | Super Mario Odyssey                                    | Nintendo EPD                                                              | Nintendo                                                  | [ 14 ]        |
| 2018 (15th)   | God of War                                             | Santa Monica Studio                                                       | Sony Interactive Entertainment                            | [ 15 ]        |
| 2018 (15th)   | Assassin's Creed Odyssey                               | Ubisoft Quebec                                                            | Ubisoft                                                   | [ 15 ]        |
| 2018 (15th)   | Astro Bot Rescue Mission                               | Japan Studio                                                              | Sony Interactive Entertainment                            | [ 15 ]        |
| 2018 (15th)   | Celeste                                                | Matt Makes Games Inc.                                                     | Matt Makes Games Inc.                                     | [ 15 ]        |
| 2018 (15th)   | Red Dead Redemption 2                                  | Rockstar Studios                                                          | Rockstar Games                                            | [ 15 ]        |
| 2018 (15th)   | Return of the Obra Dinn                                | Lucas Pope                                                                | 3909                                                      | [ 15 ]        |
| 2019 (16th)   | Outer Wilds                                            | Mobius Digital                                                            | Annapurna Interactive                                     | [ 16 ] [ 17 ] |
| 2019 (16th)   | Control                                                | Remedy Entertainment                                                      | 505 Games                                                 | [ 16 ] [ 17 ] |
| 2019 (16th)   | Disco Elysium                                          | ZA/UM                                                                     | ZA/UM                                                     | [ 16 ] [ 17 ] |
| 2019 (16th)   | Luigi's Mansion 3                                      | Next Level Games                                                          | Nintendo                                                  | [ 16 ] [ 17 ] |
| 2019 (16th)   | Sekiro: Shadows Die Twice                              | FromSoftware                                                              | Activision                                                | [ 16 ] [ 17 ] |
| 2019 (16th)   | Untitled Goose Game                                    | House House                                                               | Panic                                                     | [ 16 ] [ 17 ] |
| 2020 (17th)   | Hades                                                  | Supergiant Games                                                          | Supergiant Games                                          | [ 18 ]        |
| 2020 (17th)   | Ghost of Tsushima                                      | Sucker Punch Productions                                                  | Sony Interactive Entertainment                            | [ 18 ]        |
| 2020 (17th)   | Animal Crossing: New Horizons                          | Nintendo EPD                                                              | Nintendo                                                  | [ 18 ]        |
| 2020 (17th)   | Half-Life: Alyx                                        | Valve                                                                     | Valve                                                     | [ 18 ]        |
| 2020 (17th)   | The Last of Us Part II                                 | Naughty Dog                                                               | Sony Interactive Entertainment                            | [ 18 ]        |
| 2020 (17th)   | Spider-Man: Miles Morales                              | Insomniac Games                                                           | Sony Interactive Entertainment                            | [ 18 ]        |